# Sinocrossocheilus labiatus
Sinocrossocheilus labiatus és una espècie de peix cipriniforme de la família dels ciprínids. Els mascles poden assolir els 7,2 cm de longitud total. Es troba a la Xina.